# Liga Nayarita de Béisbol
La Liga Nayarita de Béisbol (LINABE), anteriormente conocida como Liga Invernal de Béisbol Nayarita (LIBN) y más conocida nacionalmente como Liga de Béisbol del Noroeste (LBN), es una liga regional de béisbol de desarrollo en donde participan jugadores novatos nativos de Nayarit, y algunos veteranos que participaron en la Liga Mexicana de Béisbol y en la Liga Mexicana del Pacífico. 
En la actualidad se juega con 9 equipos del estado de Nayarit, y un 1 equipo proveniente del estado de Jalisco asentado en la ciudad de Puerto Vallarta, integrando un total de 10 equipos participantes y es nombrada "Germán Jiménez Camarena" en honor al ex ligamayorista originario de Santiago Ixcuintla, Nayarit. 

## Historia

### Inicios
El béisbol Nayarita ha tenido en distintas etapas de la liga profesional del Noroeste. Tuvo sus orígenes en los años sesenta. En la década de los ochenta funcionó como sucursal de la Liga Mexicana del Pacífico. Todavía en las últimas dos décadas la Liga del Noroeste fue circuito de desarrollo para la Liga Mexicana del Beisbol.
La Liga Nayarita de Béisbol, como actualmente se le conoce, y anteriormente llamada Liga de Béisbol del Noroeste (LBN) tuvo la 8.ª etapa e inició en 1998, cuando el señor Raymundo López Casillas trató de traer nuevamente al estado de Nayarit el Béisbol profesional.
La primera temporada de la nueva etapa de la liga fue en abril de 2000, en la cual hubo la participación de 8 equipos, no solo de Nayarit, sino también de Sinaloa, estos fueron de Acaponeta, Compostela, Escuinapa, Mazatlán, Santiago Ixcuintla, Tecuala y Tepic. Como campeón resultaron los Camaroneros de Tecuala quien ganó a Diablos de Escuinapa.
La 9.ª etapa conocida Liga Nayarit de Béisbol (LINABE), inició en el año 2015 para la temporada de invierno como nuevo proyecto para desarrollar nuevos talentos para el béisbol nayarita.
A lo largo de los años han aparecido y desaparecido diversos equipos desde la primera etapa de esta liga, desde la nueva etapa los equipos cuentan con convenios con equipos de la Liga Mexicana de Béisbol.
En el mes de agosto del año 2015 la liga entró en receso, debido a que los directivos de la Liga Mexicana de Béisbol decidieron llevar el desarrollo de sus novatos al Bajío para celebrar la nueva Liga Invernal Mexicana.
El primer campeón del certamen de la llamada "Liga Nayarit de Béisbol" (LINABE), fue Coqueros de Tuxpan contra su acérrimo rival Tabaqueros de Santiago, en el estadio "Lorenzo López Ibáñez".
En septiembre del 2015 el gobernador del Estado de Nayarit, Roberto Sandoval, decidió apoyar y reactivar la liga, renombrada como "Liga Nayarit de Béisbol" y posteriormente "Liga Invernal de Béisbol Nayarita".

### Actualidad
Actualmente la 10.ª etapa empezó inició en la temporada de invierno de noviembre del 2015 y finalizó en febrero del 2016, de la mano del entonces gobernador del estado, Roberto Sandoval Castañeda, llamándola bajo el nombre de Liga Invernal de Béisbol Nayarita  y resultando como campeón del certamen los Tabaqueros de Santiago donde se impusieron con su eterno rival Coqueros de Tuxpan, en el Estadio Revolución de Santiago Ixcuintla, Nayarit.
Los equipos más ganadores que comprende la LINABE y sus formatos antecesores, son los Tabaqueros de Santiago con 7 campeonatos en su haber, seguido de los Coqueros de Tuxpan con 5 trofeos, completando la lista los Ocelotes UAN con 4 títulos y los Cachorros de Acaponeta, con 3 trofeos en sus vitrinas.

## Rivalidades
Debido a la gran rivalidad existente entre dos de las escuadras más ganadoras y siempre protagonistas en el béisbol nayarita, los Tabaqueros de Santiago y los Coqueros de Tuxpan, se le ha distinguido por se el clásico nayarita y siempre se esperan grandes enfrentamientos entre ambas escuadras, en donde ambos equipos han tenido importantes cruces en el sector amateur que remontan desde épocas de los 40's, donde tuvieron sus primeras confrontaciones. Así mismo, ambos equipos suelen tener encuentros de exhibición como locales contra equipos de la Liga Mexicana del Pacífico.

## Sistema de Competición
La temporada regular de la Liga Invernal de Béisbol Nayarita, se realiza entre los meses de noviembre a diciembre y los Play Off de enero a febrero.

## Equipos

### Temporada 2025-26
| Liga Nayarita de Béisbol 2025-2026 |                             |                            |
| Equipo                             | Sede                        | Estadio                    |
| Cachorros de Acaponeta             | Acaponeta, Nayarit          | "Martín M. Saizar"         |
| Camaroneros de Tecuala*            | Tecuala, Nayarit            | "Santos Ramos Contreras"   |
| Coqueros de Tuxpan                 | Tuxpan, Nayarit             | "Lorenzo López Ibáñez"     |
| Delfines de Puerto Vallarta        | Puerto Vallarta, Jalisco    | "Agustín Flores Contreras" |
| Jaibos de Sayulita                 | Sayulita, Nayarit           | "Manuel Rodríguez Sánchez" |
| Pureros de Compostela              | Compostela, Nayarit         | "Gilberto Flores Muñoz"    |
| Tabaqueros de Santiago             | Santiago Ixcuintla, Nayarit | Revolución                 |
| Tiburones de San Blas              | San Blas, Nayarit           | El Ciruelo                 |
| Ocelotes UAN                       | Tepic, Nayarit              | Universitario UAN          |
| Vaqueros de Rosamorada             | Pericos, Nayarit            | "Carmelo Cervantes"        |

- * En la temporada 2025-26 se dará el regreso de los Camaroneros de Tecuala, luego de que esta escuadra no participara en la pasada campaña 2024-25.

### Desaparecidos
A lo largo de su historia la liga ha tenido otros clubes, que por diversas circunstancias han dejado el circuito. A continuación los clubes que han desaparecido de la LINABE:
| Equipo                           |
| Aguacateros de Xalisco           |
| Broncos de Tecuala               |
| Cafeteros de Tepic               |
| Camaroneros de Escuinapa         |
| Diablos de Escuinapa             |
| Eloteros de Jala                 |
| Laguneros de Santa María del Oro |
| Leones de Tecuala                |
| Pescadores de Escuinapa          |
| Talabarteros de Compostela       |
| Tecos de Guadalajara             |

## Tabla de campeones
A continuación se muestra la tabla de campeones a partir de la temporada 2000:

### LBN, LINABE y LIBN
| Temporada | Equipo Campeón                        |
| 2000      | Camaroneros de Tecuala(1)             |
| 2000      | Coqueros de Tuxpan(1)                 |
| 2001      | Pureros de Compostela                 |
| 2002      | Tabaqueros de Santiago                |
| 2004      | Pureros de Compostela                 |
| 2005      | Diablos Rojos Universitarios de Tepic |
| 2006      | Diablos Rojos Universitarios de Tepic |
| 2007-08   | Pureros de Compostela                 |
| 2008-09   | Diablos Rojos Universitarios de Tepic |
| 2009-10   | Tabaqueros de Santiago                |
| 2010-11   | Tabaqueros de Santiago                |
| 2011-12   | Broncos de Tecuala                    |
| 2012-13   | Cachorros de Acaponeta                |
| 2013-14   | Diablos Rojos Universitarios de Tepic |
| 2014-15   | Cachorros de Acaponeta                |
| 2015-16   | Coqueros de Tuxpan                    |
| 2016-17   | Tabaqueros de Santiago                |
| 2017-18   | Tabaqueros de Santiago                |
| 2018-19   | Vaqueros de Rosamorada                |
| 2019-20   | Cachorros de Acaponeta                |
| 2020-21   | Coqueros de Tuxpan                    |
| 2021-22   | Tabaqueros de Santiago                |
| 2022-23   | Coqueros de Tuxpan                    |
| 2023-24   | Coqueros de Tuxpan                    |
| 2024-25   | Tabaqueros de Santiago                |

1 En el año 2000 hubo temporada tanto de verano como de invierno.
Nota: La temporada 2003 no se jugó debido a que algunos de los estadios sufrieron estragos a causa del Huracán Kenna.

### Liga Nayarit de Béisbol
| Temporada | Equipo Campeón         |
| 2015-16   | Coqueros de Tuxpan     |
| 2016-17   | Tabaqueros de Santiago |
| 2024-25   | Tabaqueros de Santiago |

### Liga Invernal de Béisbol Nayarita
| Temporada                 | Equipo Campeón         |
| 2017-18                   | Tabaqueros de Santiago |
| 2018-19                   | Vaqueros de Rosamorada |
| 2019-20                   | Cachorros de Acaponeta |
| 2021-22                   | Tabaqueros de Santiago |
| 2020-21, 2022-23, 2023-24 | Coqueros de Tuxpan     |

### Campeonatos por club
| Equipo                 | Cantidad | Años                                                       |
| ---------------------- | -------- | ---------------------------------------------------------- |
| Tabaqueros de Santiago | 7        | 2002, 2009-10, 2010-11, 2016-17, 2017-18, 2021-22, 2024-25 |
| Coqueros de Tuxpan     | 5        | 2000, 2015-16, 2020-21, 2022-23, 2023-24                   |
| Ocelotes UAN           | 4        | 2005, 2006, 2009, 2014                                     |
| Cachorros de Acaponeta | 3        | 2013, 2015, 2019-20                                        |
| Pureros de Compostela  | 3        | 2001, 2004, 2008                                           |
| Camaroneros de Tecuala | 1        | 2000 (Verano)                                              |
| Broncos de Tecuala     | 1        | 2012                                                       |
| Vaqueros de Rosamorada | 1        | 2019                                                       |